# Club Volei Miranda 2014-2015
Questa voce raccoglie le informazioni riguardanti il Club Volei Miranda nelle competizioni ufficiali della stagione 2014-2015.

## Organigramma societario
Area direttiva
- Presidente: Javier Medina Carrasco

Area tecnica
- Allenatore: José Manuel Valderrey

## Rosa
| N° | Nome                  | Ruolo | Data di nascita   | Nazionalità sportiva |
| -- | --------------------- | ----- | ----------------- | -------------------- |
| 1  | Jadranka Budrović     | C     | 5 maggio 1992     | Serbia               |
| 2  | Alicia Almagro        | S     | 7 aprile 1999     | Spagna               |
| 3  | Sheila de Oliveira    | C     | 20 ottobre 1982   | Brasile              |
| 4  | Ane Cengotitabengoa   | S/O   | 21 settembre 1997 | Spagna               |
| 5  | Natalia Valladares    | L     | 5 gennaio 1986    | Spagna               |
| 6  | Esther Blázquez       | S     | 4 aprile 1990     | Spagna               |
| 8  | Diana Sánchez         | S     | 7 marzo 1977      | Spagna               |
| 9  | Rosalía Alonso-Mañero | C     | 17 luglio 1989    | Spagna               |
| 10 | Carmen Morales        | P     | 17 ottobre 1992   | Spagna               |
| 11 | Raquel Egea           | S     | 16 febbraio 1992  | Spagna               |
| 17 | Gracieli do Monte     | S/O   | 17 novembre 1990  | Brasile              |